# Costa Rica en las Olimpiadas Especiales
Costa Rica en los Special Olympics está representada por el Programa Olimpiadas Especiales Costa Rica.

## Medallas
Costa Rica ha ganado 555 medallas olímpicas en sus últimas 6 participaciones en las justas de Verano de Olimpiadas Especiales.
Además, los Juegos Mundiales de Invierno en Olimpiadas Especiales también han deparado experiencias exitosas para el país. La edición de Pieonchang 2013 en Corea del Sur, entregó dos preseas de cada metal.
| Juegos           |     |     |     | Total |
| Dublín 2003      | 0   | 0   | 0   | 34    |
| Shanghái 2007    | 23  | 21  | 23  | 67    |
| Atenas 2011      | 39  | 38  | 29  | 106   |
| Los Ángeles 2015 | 76  | 72  | 59  | 207   |
| Abu Dabi 2019    | 16  | 14  | 23  | 53    |
| Berlín 2023      | 22  | 28  | 38  | 88    |
| Total            | 176 | 173 | 172 | 555   |

## Resultados en cada edición

### Dublín 2003
En esta edición la delegación de Costa Rica obtuvo un total de 34 medallas.

### Shanghái 2007
La delegación costarricense compuesta por 60 atletas, compitió en natación, atletismo, fútbol cinco y ciclismo en China, logrando las 67 medallas, cifra máxima obtenida en unas Olimpiadas Especiales hasta ese momento. En total, Costa Rica obtuvo 23 medallas de oro, 21 de plata y 23 de bronce.
En atletismo se cosecharon ocho medallas de oro, cinco de plata y nueve de bronce. El ciclismo aportó tres de oro, seis de plata y nueve de bronce, la natación aportó once de oro, nueve de plata y cinco de bronce.
El oro en fútbol 5 femenino y la plata en masculino completaron la cosecha costarricense de preseas en las Olimpiadas Especiales de 2007.
Uno de los grandes representantes de este grupo es el nadador Erick Zumbado, quien se convirtió en el primer atleta de Olimpiadas Especiales en ingresar al Salón de la Fama de la Galería del Deporte.

### Atenas 2011
En los Juegos Olímpicos Especiales de Atenas 2011 la delegación costarricense compuesta por 68 atletas, consiguió 39 medallas de oro, 38 de plata y 29 de bronce, para un total de 106 medallas.
En las competencia de Atenas los costarricenses sumaron 16 preseas en natación, 27 en levantamiento de potencia, 8 en bochas, siete en ciclismo, 25 en atletismo, 2 en futbol y 21 en la de gimnasia rítmica.
Entre los máximos medallistas se encuentran Bryan Moreno, con cuatro medallas; Kenneth Arce, cuatro; Édgar Valverde, cuatro; y Esteban Steller, con tres.

### Los Ángeles 2015
Una participación histórica tuvo la delegación costarricense de Olimpiadas Especiales en los Juegos Mundiales de Los Ángeles 2015, donde obtuvo un total de 207 medallas, 76 de ellas doradas, 72 de plata y 59 medallas de bronce.
La delegación nacional estuvo conformada por 222 atletas que dejaron el nombre de Costa Rica en lo más alto en cada evento.
Los atletas costarricenses compitieron en 22 disciplinas deportivas, destacando y obteniendo medallas en cada una de ellas.

### Abu Dabi 2019
Al concluir las Olimpiadas Especiales Abu Dhabi 2019, la delegación costarricense se anexó un total de 16 preseas de oro, 14 de plata y 23 de bronce, para despedirse de los Emiratos Árabes Unidos con un total de 53 podios.

### Berlín 2023
La delegación de Costa Rica obtuvo en las Olimpiadas Especiales de Berlín 2023, un total de 88 medallas.
Los costarricenses participaron en 16 de las 23 disciplinas de los Juegos, con una delegación  de 107 atletas, siendo la delegación más numerosa de Latinoamérica en estas justas Olímpicas que reunieron a más de 7 mil atletas del planeta.
Costa Rica obtuvo en estos Juegos, 22 medallas de oro, 28 de plata y 38 de bronce.
Destacó la participación en Gimnasia Rítmica, donde se ganaron 16 medallas. 
Las dos atletas que ganaron más medallas de oro fueron Marypaula Cervantes con tres, logradas en gimnasia rítmica en la modalidad de All Around, cuerda y cinta, y Daniela Méndez, también con tres, en levantamiento de potencia en la modalidad de sentadilla, peso muerto y en el total de pesos de la categoría 84 kg.